# Heimatmuseum Oral
Das Heimatmuseum Oral (russisch Областной историко-краеведческий музей) ist ein Heimatmuseum in der westkasachischen Stadt Oral. Das Museum wurde 1836 gegründet und verfügt über mehr als 100.000 verschiedene Exponate.

## Beschreibung
Das Heimatmuseum wurde 1836 gegründet und ist seit 1879 im heutigen Gebäude untergebracht. Es unterhält mehrere Zweigstellen: das Museum der Heldin der Sowjetunion Manschuk Mametowa, das Hausmuseum Jemeljan Pugatschow, das Hausmuseum Gumarow, das Museum für Natur und Ökologie in Oral und der Museumskomplex des berühmten Schriftstellers Michail Scholochow.
Mit einer Sammlung von 102.917 Exponaten ist das Museum das größte Museum in Oral. Das Museum beinhaltet unter anderem die Themenbereiche Archäologie, Geschichte, die Geschichte der sowjetischen Zeit, Kunstgeschichte, Literatur, Wissenschaft und Bildung in Westkasachstan, Ethnographie des kasachischen Volkes und Geschichte der Republik Kasachstan.

## Gebäude
Das Museumsgebäude befindet sich an der zentralen Straße der Stadt, dem Prospekt Dostyk-Druschba im Zentrum von Oral. Erbaut wurde das Gebäude 1880 im orientalischen Stil. In sowjetischen Zeiten war hier unter anderem ein landwirtschaftliches Institut untergebracht. Heute gehört das Gebäude zu den historischen und kulturellen Denkmäler von nationaler Bedeutung in Kasachstan.